# ورزشگاه ترس ده مارسو
ورزشگاه ترس ده مارسو (اسپانیایی: Estadio Tres de Marzo‎) یک ورزشگاه فوتبال در شهر زاپوپان، خالیسکو، مکزیک است.
این ورزشگاه که در سال ۱۹۷۱ تأسیس شده دارای ۲۵٬۰۰۰ نفر ظرفیت و میزبان جام جهانی فوتبال ۱۹۸۶ بوده است.